# Dmitrij Černjakov
Dmitrij Feliksovič Černjakov, in russo Дмитрий Феликсович Черняков? (Mosca, 11 maggio 1970), è un regista teatrale e direttore teatrale russo vincitore di molteplici premi teatrali nazionali Maschera d'Oro.

## Biografia
Nel 1993 si laureò presso l'Accademia Russa di Arte teatrale come direttore di palco. Intraprese la sua carriera con il Russian Drama Theatre of Lithuania a Vilnius. Quindi diresse opere e drammi nelle maggiori città russe: Mosca, San Pietroburgo, Novosibirsk, Omsk, Samara, Kazan' e altre.
Solitamente si creava la scenografia e gli abiti di scena per le sue rappresentazioni.

## Opere

### Opera
- 1998 – Young David di Vladimir Kobekin; prima mondiale del Novosibirsk Opera and Ballet Theatre.
- 2000 – La leggenda dell'invisibile città di Kitež e della fanciulla Fevronija di Rimskij-Korsakov nel Teatro Mariinskij.
- 2002/03 – The Rake's Progress di Igor' Stravinskij nel Teatro Bol'šoj.
- 2004 – Aida di Giuseppe Verdi nel Novosibirsk Opera and Ballet Theatre.
- 2004 – A Life for the Tsar di Michail Glinka nel Teatro Mariinskij.
- 2005 – Tristan und Isolde di Richard Wagner  nel Teatro Mariinskij.
- 2005/06 – Boris Godunov di Modest Petrovič Musorgskij diretto da Daniel Barenboim presso l'Opera di Stato di Berlino.
- 2006/07 – Eugene Onegin di Pëtr Il'ič Čajkovskij nel Teatro Bol'šoj.
- 2007 – Chovanščina di Modest Petrovič Musorgskij diretto da Kent Nagano nel Teatro statale della Baviera (Monaco).
- 2008 – The Gambler di Sergej Prokof'ev, diretto da Daniel Barenboim nell'Opera di Stato di Berlino e nel Teatro alla Scala.
- 2008 – Lady Macbeth of the Mtsensk District di Šostakovič diretto da John Fiore nell'Opera tedesca sul Reno (Düsseldorf).
- 2008/09 – Macbeth di Giuseppe Verdi, diretto da Teodor Currentzis in Novosibirsk Opera and Ballet Theatre e presso la Opéra Bastille.
- 2009/10 – Wozzeck di Alban Berg, diretto da Teodor Currentzis nel Teatro Bol'šoj.
- 2009/10 – Don Giovanni di Mozart, diretto da Teodor Currentzis nel Teatro Bol'šoj e nell'Aix-en-Provence Festival.
- 2011 – Anna Bolena di Donizetti nella Opera di Stato di Vienna
- 2013 – La traviata di Verdi, inaugurazione della stagione alla Scala di Milano

### Dramma
- 1998 – Goat-Island basato su Crime on Goat-Island di Ugo Betti nel Novosibirsk Theatre of Drama.
- 2001 – West Side Story nel Samara Theatre of Drama.
- 2002 – Double Inconstancy di Pierre de Marivaux nel Novosibirsk Globus Theatre.

### Premi
Fu premiato con la Maschera d'Oro come Miglior Direttore dell'Opera per parecchie esibizioni:
- 2002: La leggenda dell'invisibile città di Kitež e della fanciulla Fevronija di Rimskij-Korsakov[1].
- 2004:  The Rake's Progress di Igor Stravinsky[2].
- 2005: Aida di Giuseppe Verdi[3].
- 2008: Eugenio Onegin di Čajkovskij[4].